# Энергоёмкость
Энергоёмкость — величина потребления энергии и (или) топлива на основные и вспомогательные технологические процессы изготовления продукции, выполнение работ, оказание услуг на базе заданной технологической системы.

## Общие сведения
Численным выражением энергоёмкости системы является показатель, представляющий собой отношение энергии, потребляемой системой, к величине, характеризующей результат функционирования данной системы. Часто используются следующие способы расчёта энергоёмкости:  кВт⋅ч/ед. изделия (для электроэнергии); Гкал/ед. изделия (для тепла);пересчитанного в т у. т. электроэнергии и тепла); затраты на энергию и топливо/выручка предприятия; затраты на энергию и топливо/ВВП.
Последняя величина, используется для оценки энергетической эффективности национальных экономик. Так, на конец 2009 года энергоёмкость России вдвое выше энергоёмкости Китая и в 2,5—3,5 раза выше, чем в США и странах Европы. В связи с чем было объявлено о намерении снизить к 2020 году энергоёмкость России на 40 % по отношению к 2007 году.
Численно значение энергоёмкости в некоторых расчётах принимается обратным значению коэффициента полезного использования энергии.